# Australia (canción)
«Australia» es el cuarto sencillo lanzado desde Everything Must Go, tercer álbum de la banda galesa Manic Street Preachers. El lanzamiento se produjo en diciembre de 1996, siete meses después del lanzamiento del álbum. El sentimiento de la canción es el deseo metafórico de Nicky Wire, bajista de la banda, de ir a Australia para escaparse de la confusión emocional que le provocó la desaparación de su amigo cercano y letrista Richey James Edwards. Australia sería el lugar más lejano al que uno puede ir desde Gales, país de origen de los Manic Street Preachers.
El CD del sencillo incluía "Velocity Girl", "Take the Skinheads Bowling" y "Can't Take My Eyes off you" (las tres son versiones de temas de Primal Scream, Camper Van Beethoven y Frankie Valli respectivamente) y el casete contenía una versión en vivo de "A Design for Life". La falta de material propio en los temas extra de los sencillos se debe a un bloqueo mental de Nicky Wire, que luego se terminó al aportar todo el material para el posterior álbum de la banda, This Is My Truth Tell Me Yoursrs.

## Lista de canciones

### CD2
1. «Australia» (edición radial)
2. «Australia» (Remix de Lion Rock)
3. «Motorcycle Emptiness» (Remix de Stealth Sonic Orchestra)
4. «Motorcycle Emptiness» (Stealth Sonic Orchestra Soundtrack)

### MC
1. «Australia» (edición radial)
2. «A Design for Life» (en vivo)

- Datos: Q4823546